# 扁舟螺
扁舟螺（学名：Ergaea walshi），是中腹足目舟螺科Ergaea属的一种。主要分布于印度尼西亚、中国大陆、韩国、台湾，常栖息在浅海珊瑚礁、岩石底、黄渤海至南海。